# يوهانس رايدبيرغ
يوهانس روبرت رايدبيرغ (بالسويدية: Janne Rydberg)‏ (8 نوفمبر1854 28 ديسمبر 1919) فيزيائي سويدي، وهو مشهور بابتكار صيغة ريدبرغ في عام 1888.

## روابط خارجية
- يوهانس رايدبيرغ على موقع الموسوعة البريطانية (الإنجليزية)
- يوهانس رايدبيرغ على موقع إن إن دي بي (الإنجليزية)